# Prix Poésie contemporaine
Le Prix Poésie contemporaine (현대시학작품상) est un prix littéraire sud-coréen créé en 1970 par la revue littéraire Poésie contemporaine (Hyundae Sihag).
Il récompense chaque année un poète sud-coréen. Le lauréat se voit remettre la somme de cinq millions de wons.

## Lauréats
| #  | Année     | Lauréat          | Œuvre                                                 | Traduction |
| -- | --------- | ---------------- | ----------------------------------------------------- | ---------- |
| 1  | 1970      | Park Yong-rae    |                                                       |            |
| 2  | 1971      | Kim Jong-sam     |                                                       |            |
| 3  | 1972      | Cho Yeong-seo    |                                                       |            |
| 4  | 1973      | Kim Seon-yeong   |                                                       |            |
| -  | 1974~1984 | -                |                                                       |            |
| 5  | 1985      | Sung Chan-gyeong |                                                       |            |
| 6  | 1986      | Chyung Jinkyu    |                                                       |            |
| -  | 1987~2001 | -                |                                                       |            |
| 7  | 2002      | Lee Won          |                                                       |            |
| 8  | 2003      | Lee Jang-wook    |                                                       |            |
| 9  | 2004      | Lee Deog-gyu     |                                                       |            |
| 10 | 2005      | Bak Hyeong-jun   |                                                       |            |
| 11 | 2006      | Lee Byeong-lyul  |                                                       |            |
| 12 | 2007      | Lee In-won       |                                                       |            |
| 13 | 2008      | Jang Seog-won    | 赤記(적기)                                            |            |
| 14 | 2009      | Wi Seon-hwan     | 폭설                                                  | Neige      |
| 15 | 2010      | Kwon Hyeog-ung   |                                                       |            |
| 16 | 2011      | Jo Yeon-ho       | 풍등처럼 날다                                         |            |
| 17 | 2012      | Jo Mal-seon      | 재스민 향기는 어두운 두 개의 콧구멍을 지나서 탄생했다 |            |
| 18 | 2013      | Yoo Dae-sig      |                                                       |            |